# 邦帕斯
邦帕斯（法語：Bompas，法語發音：[bɔ̃pas] ⓘ）是法国东比利牛斯省的一个市镇，位于该省东部，属于佩皮尼昂区。

## 地理
邦帕斯（42°43'52"N, 2°56'0"E）面积5.7 平方千米，位于法国奧克西塔尼大區东比利牛斯省，该省份为法国大陆部分最南部的省份，涵盖了北加泰罗尼亚，北起奥德省，西接阿列日省和安道尔，南与西班牙接壤，东临地中海。
与邦帕斯接壤的市镇（或旧市镇、城区）包括：克莱拉、维勒隆格-德拉萨朗克、佩皮尼昂、皮亚。
邦帕斯的时区为UTC+01:00、UTC+02:00（夏令时）。

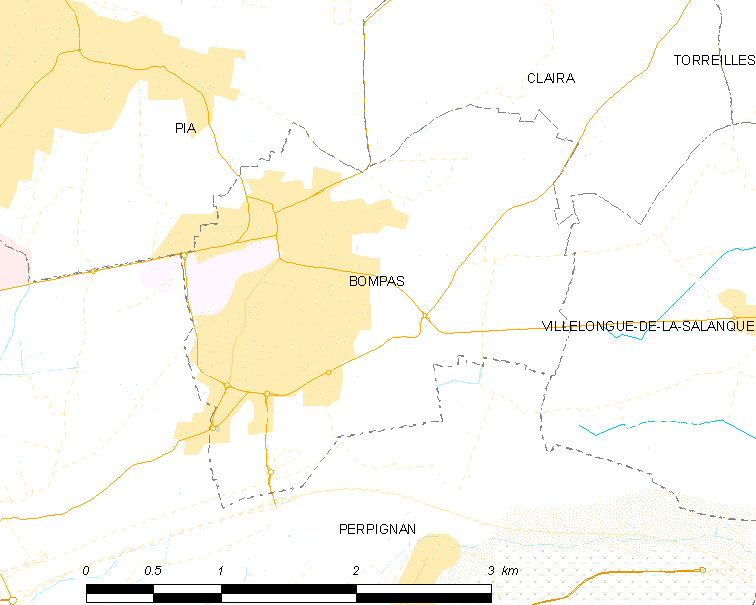
邦帕斯的OSM定位图

## 行政
邦帕斯的邮政编码为66430，INSEE市镇编码为66021。

## 政治
邦帕斯所属的省级选区为佩皮尼昂第二县。

## 人口

1962-2008年间邦帕斯人口变化图示

邦帕斯于2022年1月1日时的人口数量为7712人。